# 茨城県道188号大賀延方線

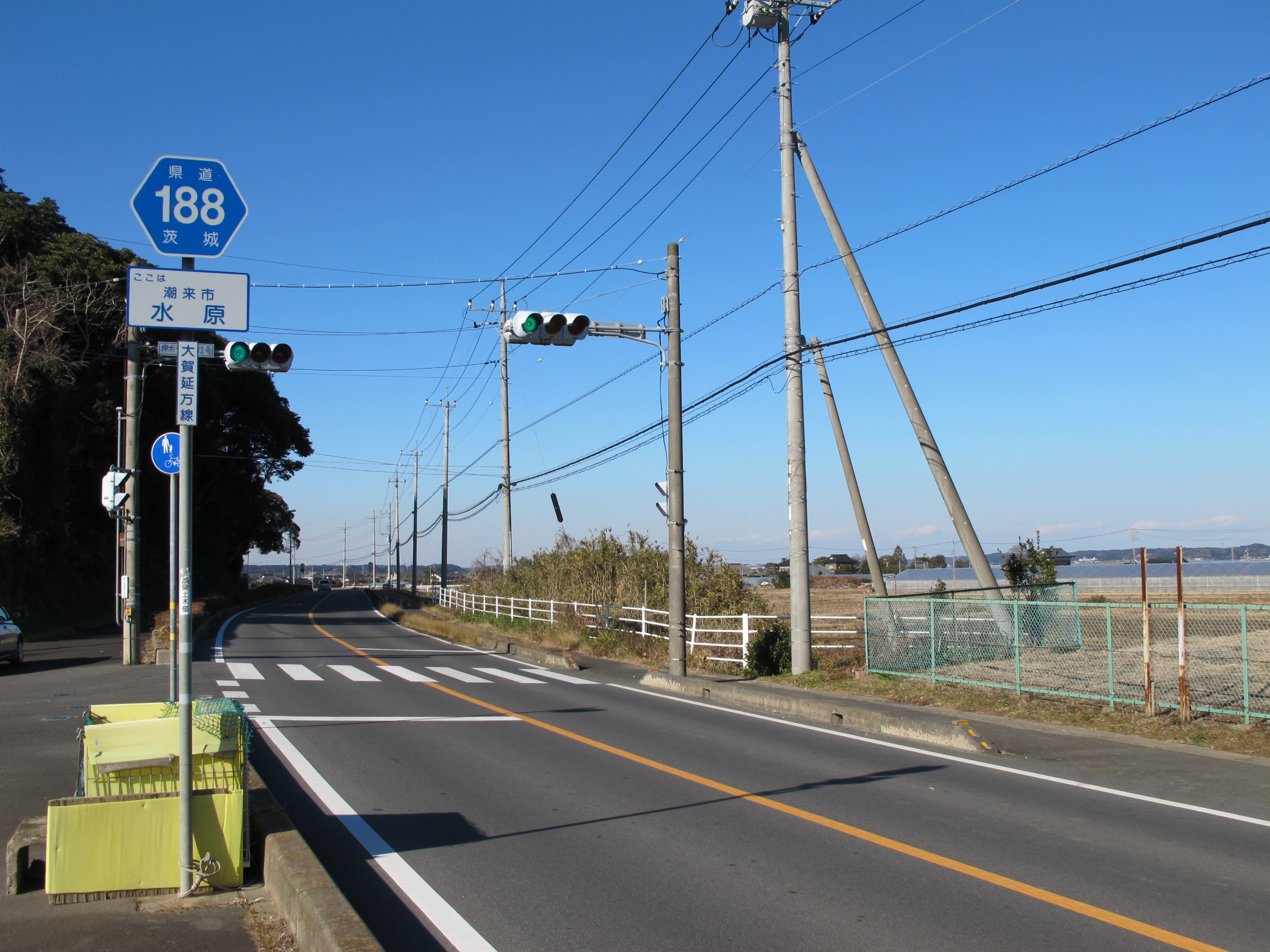
茨城県道188号大賀延方線
潮来市水原（2014年1月）

茨城県道188号大賀延方線（いばらきけんどう188ごう おおがのぶかたせん）は、茨城県潮来市内の一般県道である。

## 概要
潮来市大賀の茨城県道187号矢幡潮来線から分岐して南下し、ほぼ北浦の西側の湖岸沿いに南北に延びて潮来市延方の国道51号に接続する一般県道である。

### 路線データ
- 起点：茨城県潮来市大賀（茨城県道187号矢幡潮来線交点＝「大賀」交差点）[1]
- 終点：茨城県潮来市延方西（国道51号交点＝「延方」交差点）[1]
- 総延長：6.499 km[2]
- 重用延長：なし[2]
- 未供用延長：なし[2]
- 実延長：6.499 km[2]
- 自動車交通不能区間延長[注釈 1]：なし[2]

## 歴史
1959年（昭和34年）10月14日、新たな県道として行方郡潮来町大字大賀を起点とし、行方郡潮来町大字延方を終点とする区間を本路線とする県道大賀延方線として茨城県が県道路線認定した。
1995年（平成7年）に整理番号188となり現在に至る。

### 年表
- 1923年（大正12年）4月1日：現在の路線の前身である延方鉾田線が路線認定される。
- 1959年（昭和34年）10月14日
  - 現在の路線が路線認定される（図面対照番号195）[3]。
  - 道路の区域は、行方郡潮来町大字大賀の県道矢幡潮来線分岐から行方郡潮来町大字延方の二級国道千葉水戸線（現、国道51号）交点までと決定された[1]。
- 1964年（昭和39年）11月18日：行方郡潮来町大字水原字根本地内の道路を改良・供用開始[4]。
- 1995年（平成7年）3月30日：整理番号252から現在の番号（整理番号188）に変更される[5]。
- 2004年（平成16年）3月22日：潮来市大賀 - 同市宮前の区間が、通行する車両の高さの最高限度4.1 mの道路に指定される[6]。

## 地理

### 通過する自治体
- 潮来市

### 交差する道路
- なし

### 沿線
- 北浦
- 中池、泉上池（潮来市釜屋）
- かんぽの宿潮来（潮来市水原）
- 愛染院（潮来市水原）
- 潮来カントリー倶楽部
- 北浦ヶ丘団地（潮来市大山）
- JR鹿島線 延方駅（潮来市宮前）